# Hidden Gems
Albums de O.C.
Smoke and Mirrors
(2005) Oasis
(2009)
Hidden Gems est une compilation d'O.C., sortie le 3 avril 2007.

## Liste des titres
| No  | Titre                                              | Durée |
| --- | -------------------------------------------------- | ----- |
| 1.  | O-Zone (Original Unreleased Version)               | 4:04  |
| 2.  | Snakes                                             | 3:26  |
| 3.  | Word... Life (Remix)                               | 4:56  |
| 4.  | Stronjay (Original Unreleased Version)             | 4:17  |
| 5.  | Crooklyn (featuring Chubb Rock et Jeru the Damaja) | 5:02  |
| 6.  | You Won't Go Far (featuring Organized Konfusion)   | 4:01  |
| 7.  | Day one (featuring D.I.T.C.)                       | 4:15  |
| 8.  | Get Yours (Remix) (featuring Big L et Diamond)     | 4:10  |
| 9.  | King of N.Y.                                       | 3:25  |
| 10. | Bonafide (featuring Jay-Z)                         | 4:36  |
| 11. | Wordplay (featuring Da Ranjahz)                    | 4:08  |
| 12. | U-N-I                                              | 4:11  |
| 13. | Half Good, Half Sinner                             | 3:13  |
| 14. | Emotions (Remix) (featuring Ja Shawn)              | 4:07  |
| 15. | The Inventor                                       | 3:58  |
| 16. | Yes Sir (featuring Sadat X)                        | 3:33  |